# Saison 1993 de la WTA
Vainqueurs des tournois majeurs
Résultats des tournois de tennis organisés par la WTA en 1993.

## Résumé de la saison
Comme en 1991 et 1992, la saison 1993 de la Women's Tennis Association (WTA) commence par un succès de Monica Seles à l'Open d'Australie. Alors qu'on s'attend à un cavalier seul de la jeune Yougoslave, cette dernière voit pourtant sa carrière se briser le 30 avril à Hambourg, quand un déséquilibré lui plante un couteau dans le dos.
En l'absence de sa rivale, Steffi Graf reprend aussitôt le contrôle des opérations : à nouveau numéro un mondiale dès le 6 juin, elle enlève les trois derniers Grands Chelems, les Masters et six autres tournois.
La concurrence, sans démériter, est à la peine. Les Espagnoles Conchita Martínez et Arantxa Sánchez remportent respectivement cinq et quatre titres. Martina Navrátilová, trente-six ans passés, réalise encore une saison d'exception. Gabriela Sabatini finit l'année bredouille pour la première fois depuis 1984.
Amanda Coetzer et surtout Lindsay Davenport soulèvent chacune leur premier trophée d'une longue série.  
En double, Gigi Fernández et Natasha Zvereva triomphent à douze reprises en 1993, dont trois fois en Grand Chelem.

## Organisation de la saison
Indépendamment des 4 tournois du Grand Chelem (organisés par l'ITF), la saison 1993 de la WTA se compose des tournois suivants :
- les tournois Tier I (8),
- les tournois Tier II (19),
- les tournois Tier III, Tier IV, Tier V (28)
- Les Masters de fin de saison

La saison 1993 compte donc 60 tournois.
À ce calendrier s'ajoute aussi l'épreuve par équipes nationales : la Coupe de la Fédération.

## Palmarès

### Simple
| No | Date       | Nom et lieu du tournoi                               | Catégorie | Dotation    | Surface         | Vainqueure          | Finaliste           | Score              |         |
| -- | ---------- | ---------------------------------------------------- | --------- | ----------- | --------------- | ------------------- | ------------------- | ------------------ | ------- |
| 1  | 04/01/1993 | Danone Hard Court Championships, Brisbane            | Tier III  | 150 000 $   | Dur (ext.)      | Conchita Martínez   | Magdalena Maleeva   | 6-3, 6-4           | Tableau |
| 2  | 11/01/1993 | Sunsmart Victorian Open, Melbourne                   | Tier IV   | 100 000 $   | Dur (ext.)      | Amanda Coetzer      | Naoko Sawamatsu     | 6-2, 6-3           | Tableau |
| 3  | 11/01/1993 | Peters NSW Open, Sydney                              | Tier II   | 275 000 $   | Dur (ext.)      | Jennifer Capriati   | Anke Huber          | 6-1, 6-4           | Tableau |
| 4  | 18/01/1993 | Ford Australian Open, Melbourne                      | G. Chelem | 2 400 000 $ | Dur (ext.)      | Monica Seles        | Steffi Graf         | 4-6, 6-3, 6-2      | Tableau |
| 5  | 01/02/1993 | Nutri-Metics Bendon Classic, Auckland                | Tier IV   | 100 000 $   | Dur (ext.)      | Elna Reinach        | Caroline Kuhlman    | 6-0, 6-0           | Tableau |
| 6  | 01/02/1993 | Toray Pan Pacific Open, Tokyo                        | Tier I    | 750 000 $   | Moquette (int.) | Martina Navrátilová | Larisa Neiland      | 6-2, 6-2           | Tableau |
| 7  | 08/02/1993 | World Ladies in Osaka, Osaka                         | Tier III  | 150 000 $   | Moquette (int.) | Jana Novotná        | Kimiko Date         | 6-3, 6-2           | Tableau |
| 8  | 08/02/1993 | Virginia Slims of Chicago, Chicago                   | Tier II   | 375 000 $   | Moquette (int.) | Monica Seles        | Martina Navrátilová | 3-6, 6-2, 6-1      | Tableau |
| 9  | 15/02/1993 | Virginia Slims of Oklahoma, Oklahoma City            | Tier III  | 150 000 $   | Dur (int.)      | Zina Garrison       | Patty Fendick       | 6-2, 6-2           | Tableau |
| 10 | 15/02/1993 | Open Gaz de France, Paris                            | Tier II   | 375 000 $   | Moquette (int.) | Martina Navrátilová | Monica Seles        | 6-3, 4-6, 7-6      | Tableau |
| 11 | 22/02/1993 | Int’l Austrian Indoor Championships, Linz            | Tier III  | 150 000 $   | Moquette (int.) | Manuela Maleeva     | Conchita Martínez   | 6-2, 1-0, ab.      | Tableau |
| 12 | 22/02/1993 | Matrix Essentials Evert Cup, Indian Wells            | Tier II   | 375 000 $   | Dur (ext.)      | Mary Joe Fernández  | Amanda Coetzer      | 3-6, 6-1, 7-6      | Tableau |
| 13 | 01/03/1993 | Virginia Slims of Florida, Delray Beach              | Tier II   | 375 000 $   | Dur (ext.)      | Steffi Graf         | Arantxa Sánchez     | 6-4, 6-3           | Tableau |
| 14 | 12/03/1993 | The Lipton Championships, Miami                      | Tier I    | 900 000 $   | Dur (ext.)      | Arantxa Sánchez     | Steffi Graf         | 6-4, 3-6, 6-3      | Tableau |
| 15 | 22/03/1993 | Virginia Slims of Houston, Houston                   | Tier II   | 375 000 $   | Terre (ext.)    | Conchita Martínez   | Sabine Hack         | 6-3, 6-2           | Tableau |
| 16 | 29/03/1993 | Family Circle Mag. Cup XXI, Hilton Head              | Tier I    | 750 000 $   | Terre (ext.)    | Steffi Graf         | Arantxa Sánchez     | 7-6, 6-1           | Tableau |
| 17 | 05/04/1993 | Suntory Japan Open, Tokyo                            | Tier III  | 150 000 $   | Dur (ext.)      | Kimiko Date         | Stephanie Rottier   | 6-1, 6-3           | Tableau |
| 18 | 05/04/1993 | Bausch & Lomb Championships, Amelia Island           | Tier II   | 375 000 $   | Terre (ext.)    | Arantxa Sánchez     | Gabriela Sabatini   | 6-2, 5-7, 6-2      | Tableau |
| 19 | 12/04/1993 | Volvo Open, Pattaya                                  | Tier IV   | 100 000 $   | Dur (ext.)      | Yayuk Basuki        | Marianne Werdel     | 6-3, 6-1           | Tableau |
| 20 | 19/04/1993 | Women’s Open, Kuala Lumpur                           | Tier IV   | 100 000 $   | Dur (int.)      | Nicole Provis       | Ann Grossman        | 6-3, 6-2           | Tableau |
| 21 | 19/04/1993 | International Championships of Spain, Barcelone      | Tier II   | 375 000 $   | Terre (ext.)    | Arantxa Sánchez     | Conchita Martínez   | 6-1, 6-4           | Tableau |
| 22 | 26/04/1993 | Ilva Trophy, Tarente                                 | Tier IV   | 100 000 $   | Terre (ext.)    | Brenda Schultz      | Debbie Graham       | 7-6, 6-2           | Tableau |
| 23 | 26/04/1993 | Indonesian Championships, Jakarta                    | Tier IV   | 100 000 $   | Dur (ext.)      | Yayuk Basuki        | Ann Grossman        | 6-4, 6-4           | Tableau |
| 24 | 26/04/1993 | Citizen Cup, Hambourg                                | Tier II   | 375 000 $   | Terre (ext.)    | Arantxa Sánchez     | Steffi Graf         | 6-3, 6-3           | Tableau |
| 25 | 03/05/1993 | Belgian Open, Liège                                  | Tier IV   | 100 000 $   | Terre (ext.)    | Radka Bobková       | Karin Kschwendt     | 6-3, 4-6, 6-2      | Tableau |
| 26 | 03/05/1993 | Italian Open, Rome                                   | Tier I    | 750 000 $   | Terre (ext.)    | Conchita Martínez   | Gabriela Sabatini   | 7-5, 6-1           | Tableau |
| 27 | 10/05/1993 | German Open, Berlin                                  | Tier I    | 750 000 $   | Terre (ext.)    | Steffi Graf         | Gabriela Sabatini   | 7-6, 2-6, 6-4      | Tableau |
| 28 | 17/05/1993 | Internationaux de Strasbourg, Strasbourg             | Tier III  | 150 000 $   | Terre (ext.)    | Naoko Sawamatsu     | Judith Wiesner      | 4-6, 6-1, 6-3      | Tableau |
| 29 | 17/05/1993 | European Open, Lucerne                               | Tier III  | 150 000 $   | Terre (ext.)    | Lindsay Davenport   | Nicole Provis       | 6-1, 4-6, 6-2      | Tableau |
| 30 | 24/05/1993 | Roland-Garros, Paris                                 | G. Chelem | 3 456 143 $ | Terre (ext.)    | Steffi Graf         | Mary Joe Fernández  | 4-6, 6-2, 6-4      | Tableau |
| 31 | 07/06/1993 | DFS Classic, Birmingham                              | Tier III  | 150 000 $   | Gazon (ext.)    | Lori McNeil         | Zina Garrison       | 6-4, 2-6, 6-3      | Tableau |
| 32 | 14/06/1993 | Volkswagen Cup, Eastbourne                           | Tier II   | 375 000 $   | Gazon (ext.)    | Martina Navrátilová | Miriam Oremans      | 2-6, 6-2, 6-3      | Tableau |
| 33 | 21/06/1993 | The Championships, Wimbledon                         | G. Chelem | 3 312 302 $ | Gazon (ext.)    | Steffi Graf         | Jana Novotná        | 7-6, 1-6, 6-4      | Tableau |
| 34 | 05/07/1993 | Torneo Internazionale, Palerme                       | Tier IV   | 100 000 $   | Terre (ext.)    | Radka Bobková       | Mary Pierce         | 6-3, 6-2           | Tableau |
| 35 | 12/07/1993 | BVV Open, Prague                                     | Tier IV   | 100 000 $   | Terre (ext.)    | Natalia Medvedeva   | Meike Babel         | 6-3, 6-2           | Tableau |
| 36 | 12/07/1993 | Citroen Cup, Kitzbühel                               | Tier III  | 150 000 $   | Terre (ext.)    | Anke Huber          | Judith Wiesner      | 6-4, 6-1           | Tableau |
| 37 | 26/07/1993 | San Marino Open, Saint-Marin                         | Tier IV   | 100 000 $   | Terre (ext.)    | Marzia Grossi       | Barbara Rittner     | 3-6, 7-5, 6-1      | Tableau |
| 38 | 26/07/1993 | Puerto Rico Open, San Juan                           | Tier III  | 150 000 $   | Dur (ext.)      | Linda Wild          | Ann Grossman        | 6-3, 5-7, 6-3      | Tableau |
| 39 | 26/07/1993 | Acura US Hard Court Championships, Stratton Mountain | Tier II   | 375 000 $   | Dur (ext.)      | Conchita Martínez   | Zina Garrison       | 6-3, 6-2           | Tableau |
| 40 | 02/08/1993 | Mazda Tennis Classic, San Diego                      | Tier II   | 375 000 $   | Dur (ext.)      | Steffi Graf         | Arantxa Sánchez     | 6-4, 4-6, 6-1      | Tableau |
| 41 | 09/08/1993 | Virginia Slims of Los Angeles, Manhattan Beach       | Tier II   | 375 000 $   | Dur (ext.)      | Martina Navrátilová | Arantxa Sánchez     | 7-5, 7-6           | Tableau |
| 42 | 16/08/1993 | Matinee Ltd. Canadian Open, Toronto                  | Tier I    | 750 000 $   | Dur (ext.)      | Steffi Graf         | Jennifer Capriati   | 6-1, 0-6, 6-3      | Tableau |
| 43 | 23/08/1993 | OTB International, Schenectady                       | Tier III  | 150 000 $   | Dur (ext.)      | Larisa Neiland      | Natalia Medvedeva   | 6-3, 7-5           | Tableau |
| 44 | 30/08/1993 | US Open, Flushing Meadows                            | G. Chelem | 3 967 250 $ | Dur (ext.)      | Steffi Graf         | Helena Suková       | 6-3, 6-3           | Tableau |
| 45 | 13/09/1993 | Digital Open, Hong Kong                              | Tier IV   | 100 000 $   | Dur (ext.)      | Wang Shi-Ting       | Marianne Werdel     | 6-4, 3-6, 7-5      | Tableau |
| 46 | 20/09/1993 | Nichirei International Championships, Tokyo          | Tier II   | 375 000 $   | Dur (ext.)      | Amanda Coetzer      | Kimiko Date         | 6-3, 6-2           | Tableau |
| 47 | 27/09/1993 | Sapporo Open, Sapporo                                | Tier IV   | 100 000 $   | Moquette (int.) | Linda Wild          | Irina Spîrlea       | 6-4, 6-3           | Tableau |
| 48 | 27/09/1993 | Volkswagen Cup, Leipzig                              | Tier II   | 375 000 $   | Moquette (int.) | Steffi Graf         | Jana Novotná        | 6-2, 6-0           | Tableau |
| 49 | 04/10/1993 | P&G Open, Taïwan                                     | Tier IV   | 100 000 $   | Dur (ext.)      | Wang Shi-Ting       | Linda Wild          | 6-1, 7-6           | Tableau |
| 50 | 04/10/1993 | Barilla Indoors, Zurich                              | Tier I    | 750 000 $   | Moquette (int.) | Manuela Maleeva     | Martina Navrátilová | 6-3, 7-6           | Tableau |
| 51 | 11/10/1993 | Open Languedoc-Roussillon, Montpellier               | Tier IV   | 100 000 $   | Moquette (int.) | Elena Likhovtseva   | Dominique Monami    | 6-3, 6-4           | Tableau |
| 52 | 11/10/1993 | Porsche Tennis GP, Filderstadt                       | Tier II   | 375 000 $   | Dur (int.)      | Mary Pierce         | Natasha Zvereva     | 6-3, 6-3           | Tableau |
| 53 | 18/10/1993 | Budapest Open, Budapest                              | Tier III  | 150 000 $   | Moquette (int.) | Zina Garrison       | Sabine Appelmans    | 7-5, 6-2           | Tableau |
| 54 | 19/10/1993 | Autoglass Classic, Brighton                          | Tier II   | 375 000 $   | Moquette (int.) | Jana Novotná        | Anke Huber          | 6-2, 6-4           | Tableau |
| 55 | 25/10/1993 | Bancesa Classic, Curitiba                            | Tier IV   | 100 000 $   | Terre (ext.)    | Sabine Hack         | Florencia Labat     | 6-2, 6-0           | Tableau |
| 56 | 25/10/1993 | Nokia Grand Prix, Essen                              | Tier II   | 375 000 $   | Moquette (int.) | Natalia Medvedeva   | Conchita Martínez   | 6-7, 7-5, 6-4      | Tableau |
| 57 | 01/11/1993 | Challenge Bell, Québec                               | Tier III  | 150 000 $   | Moquette (int.) | Nathalie Tauziat    | Katerina Maleeva    | 6-4, 6-1           | Tableau |
| 58 | 01/11/1993 | Bank of the West Classic, Oakland                    | Tier II   | 375 000 $   | Moquette (int.) | Martina Navrátilová | Zina Garrison       | 6-2, 7-6           | Tableau |
| 59 | 08/11/1993 | Virginia Slims of Philadelphia, Philadelphie         | Tier I    | 750 000 $   | Moquette (int.) | Conchita Martínez   | Steffi Graf         | 6-3, 6-3           | Tableau |
| 60 | 15/11/1993 | Virginia Slims Championships, New York               | Masters   | 3 708 500 $ | Moquette (int.) | Steffi Graf         | Arantxa Sánchez     | 6-1, 6-4, 3-6, 6-1 | Tableau |

### Double
| No | Date       | Nom et lieu du tournoi                              | Catégorie | Dotation    | Surface         | Vainqueures                          | Finalistes                        | Score         |         |
| -- | ---------- | --------------------------------------------------- | --------- | ----------- | --------------- | ------------------------------------ | --------------------------------- | ------------- | ------- |
| 1  | 04/01/1993 | Danone Hard Court Championships Brisbane            | Tier III  | 150 000 $   | Dur (ext.)      | Conchita Martínez Larisa Neiland     | Shannan McCarthy Kimberly Po      | 6-2, 6-2      | Tableau |
| 2  | 11/01/1993 | Sunsmart Victorian Open Melbourne                   | Tier IV   | 100 000 $   | Dur (ext.)      | Nicole Provis Nathalie Tauziat       | Cammy MacGregor Shaun Stafford    | 1-6, 6-3, 6-3 | Tableau |
| 3  | 11/01/1993 | Peters NSW Open Sydney                              | Tier II   | 275 000 $   | Dur (ext.)      | Pam Shriver Elizabeth Smylie         | Lori McNeil Rennae Stubbs         | 7-6, 6-2      | Tableau |
| 4  | 18/01/1993 | Ford Australian Open Melbourne                      | G. Chelem | 2 400 000 $ | Dur (ext.)      | Gigi Fernández Natasha Zvereva       | Pam Shriver Elizabeth Smylie      | 6-4, 6-3      | Tableau |
| 5  | 01/02/1993 | Nutri-Metics Bendon Classic Auckland                | Tier IV   | 100 000 $   | Dur (ext.)      | Isabelle Demongeot Elna Reinach      | Jill Hetherington Kathy Rinaldi   | 6-2, 6-4      | Tableau |
| 6  | 01/02/1993 | Toray Pan Pacific Open Tokyo                        | Tier I    | 750 000 $   | Moquette (int.) | Martina Navrátilová Helena Suková    | Lori McNeil Rennae Stubbs         | 6-4, 6-3      | Tableau |
| 7  | 08/02/1993 | World Ladies in Osaka Osaka                         | Tier III  | 150 000 $   | Moquette (int.) | Larisa Neiland Jana Novotná          | Magdalena Maleeva Manuela Maleeva | 6-1, 6-3      | Tableau |
| 8  | 08/02/1993 | Virginia Slims of Chicago Chicago                   | Tier II   | 375 000 $   | Moquette (int.) | Katrina Adams Zina Garrison          | Amy Frazier Kimberly Po           | 7-6, 6-3      | Tableau |
| 9  | 15/02/1993 | Virginia Slims of Oklahoma Oklahoma City            | Tier III  | 150 000 $   | Dur (int.)      | Patty Fendick Zina Garrison          | Katrina Adams Manon Bollegraf     | 6-3, 6-2      | Tableau |
| 10 | 15/02/1993 | Open Gaz de France Paris                            | Tier II   | 375 000 $   | Moquette (int.) | Jana Novotná Andrea Strnadová        | Jo Durie Catherine Suire          | 7-6, 6-2      | Tableau |
| 11 | 22/02/1993 | Int’l Austrian Indoor Championships Linz            | Tier III  | 150 000 $   | Moquette (int.) | Eugenia Maniokova Leila Meskhi       | Conchita Martínez Judith Wiesner  | Forfait       | Tableau |
| 12 | 22/02/1993 | Matrix Essentials Evert Cup Indian Wells            | Tier II   | 375 000 $   | Dur (ext.)      | Rennae Stubbs Helena Suková          | Ann Grossman Patricia Hy          | 6-3, 6-4      | Tableau |
| 13 | 01/03/1993 | Virginia Slims of Florida Delray Beach              | Tier II   | 375 000 $   | Dur (ext.)      | Gigi Fernández Natasha Zvereva       | Larisa Neiland Jana Novotná       | 6-2, 6-2      | Tableau |
| 14 | 12/03/1993 | The Lipton Championships Miami                      | Tier I    | 900 000 $   | Dur (ext.)      | Larisa Neiland Jana Novotná          | Jill Hetherington Kathy Rinaldi   | 6-2, 7-5      | Tableau |
| 15 | 22/03/1993 | Virginia Slims of Houston Houston                   | Tier II   | 375 000 $   | Terre (ext.)    | Katrina Adams Manon Bollegraf        | Eugenia Maniokova Radka Zrubáková | 6-3, 5-7, 7-6 | Tableau |
| 16 | 25/03/1993 | Light n’ Lively Doubles Wesley Chapel               |           | 175 000 $   | Terre (ext.)    | Gigi Fernández Natasha Zvereva       | Larisa Neiland Arantxa Sánchez    | 7-5, 6-3      | Tableau |
| 17 | 29/03/1993 | Family Circle Mag. Cup XXI Hilton Head              | Tier I    | 750 000 $   | Terre (ext.)    | Gigi Fernández Natasha Zvereva       | Katrina Adams Manon Bollegraf     | 6-3, 6-1      | Tableau |
| 18 | 05/04/1993 | Suntory Japan Open Tokyo                            | Tier III  | 150 000 $   | Dur (ext.)      | Ei Iida Maya Kidowaki                | Li Fang Kyoko Nagatsuka           | 6-2, 4-6, 6-4 | Tableau |
| 19 | 05/04/1993 | Bausch & Lomb Championships Amelia Island           | Tier II   | 375 000 $   | Terre (ext.)    | Manuela Maleeva Leila Meskhi         | Amanda Coetzer Inés Gorrochategui | 3-6, 6-3, 6-4 | Tableau |
| 20 | 12/04/1993 | Volvo Open Pattaya                                  | Tier IV   | 100 000 $   | Dur (ext.)      | Cammy MacGregor Catherine Suire      | Patty Fendick Meredith McGrath    | 6-3, 7-6      | Tableau |
| 21 | 19/04/1993 | Women’s Open Kuala Lumpur                           | Tier IV   | 100 000 $   | Dur (int.)      | Patty Fendick Meredith McGrath       | Nicole Arendt Kristine Radford    | 6-4, 7-6      | Tableau |
| 22 | 19/04/1993 | International Championships of Spain Barcelone      | Tier II   | 375 000 $   | Terre (ext.)    | Conchita Martínez Arantxa Sánchez    | Magdalena Maleeva Manuela Maleeva | 4-6, 6-1, 6-0 | Tableau |
| 23 | 26/04/1993 | Ilva Trophy Tarente                                 | Tier IV   | 100 000 $   | Terre (ext.)    | Debbie Graham Brenda Schultz         | Petra Langrová Mercedes Paz       | 6-0, 6-4      | Tableau |
| 24 | 26/04/1993 | Indonesian Championships Jakarta                    | Tier IV   | 100 000 $   | Dur (ext.)      | Nicole Arendt Kristine Radford       | Amy de Lone Erika de Lone         | 6-3, 6-4      | Tableau |
| 25 | 26/04/1993 | Citizen Cup Hambourg                                | Tier II   | 375 000 $   | Terre (ext.)    | Steffi Graf Rennae Stubbs            | Larisa Neiland Jana Novotná       | 6-4, 7-6      | Tableau |
| 26 | 03/05/1993 | Belgian Open Liège                                  | Tier IV   | 100 000 $   | Terre (ext.)    | Radka Bobková Maria Jose Gaidano     | Ann Devries Dominique Monami      | 6-4, 2-6, 7-6 | Tableau |
| 27 | 03/05/1993 | Italian Open Rome                                   | Tier I    | 750 000 $   | Terre (ext.)    | Jana Novotná Arantxa Sánchez         | Mary Joe Fernández Zina Garrison  | 6-4, 6-2      | Tableau |
| 28 | 10/05/1993 | German Open Berlin                                  | Tier I    | 750 000 $   | Terre (ext.)    | Gigi Fernández Natasha Zvereva       | Debbie Graham Brenda Schultz      | 6-1, 6-3      | Tableau |
| 29 | 17/05/1993 | Internationaux de Strasbourg Strasbourg             | Tier III  | 150 000 $   | Terre (ext.)    | Shaun Stafford Andrea Temesvári      | Jill Hetherington Kathy Rinaldi   | 6-7, 6-3, 6-4 | Tableau |
| 30 | 17/05/1993 | European Open Lucerne                               | Tier III  | 150 000 $   | Terre (ext.)    | Mary Joe Fernández Helena Suková     | Lindsay Davenport Marianne Werdel | 6-2, 6-4      | Tableau |
| 31 | 24/05/1993 | Roland-Garros Paris                                 | G. Chelem | 3 456 143 $ | Terre (ext.)    | Gigi Fernández Natasha Zvereva       | Larisa Neiland Jana Novotná       | 6-3, 7-5      | Tableau |
| 32 | 07/06/1993 | DFS Classic Birmingham                              | Tier III  | 150 000 $   | Gazon (ext.)    | Lori McNeil Martina Navrátilová      | Pam Shriver Elizabeth Smylie      | 6-3, 6-4      | Tableau |
| 33 | 14/06/1993 | Volkswagen Cup Eastbourne                           | Tier II   | 375 000 $   | Gazon (ext.)    | Gigi Fernández Natasha Zvereva       | Larisa Neiland Jana Novotná       | 2-6, 7-5, 6-1 | Tableau |
| 34 | 21/06/1993 | The Championships Wimbledon                         | G. Chelem | 3 312 302 $ | Gazon (ext.)    | Gigi Fernández Natasha Zvereva       | Larisa Neiland Jana Novotná       | 6-4, 6-7, 6-4 | Tableau |
| 35 | 05/07/1993 | Torneo Internazionale Palerme                       | Tier IV   | 100 000 $   | Terre (ext.)    | Karin Kschwendt Natalia Medvedeva    | Silvia Farina Brenda Schultz      | 6-4, 7-6      | Tableau |
| 36 | 12/07/1993 | BVV Open Prague                                     | Tier IV   | 100 000 $   | Terre (ext.)    | Inés Gorrochategui Patricia Tarabini | Laura Golarsa Caroline Vis        | 6-2, 6-1      | Tableau |
| 37 | 12/07/1993 | Citroen Cup Kitzbühel                               | Tier III  | 150 000 $   | Terre (ext.)    | Li Fang Dominique Monami             | Maja Murić Pavlina Rajzlova       | 6-2, 6-1      | Tableau |
| 38 | 26/07/1993 | San Marino Open Saint-Marin                         | Tier IV   | 100 000 $   | Terre (ext.)    | Sandra Cecchini Patricia Tarabini    | Florencia Labat Barbara Rittner   | 6-3, 6-2      | Tableau |
| 39 | 26/07/1993 | Puerto Rico Open San Juan                           | Tier III  | 150 000 $   | Dur (ext.)      | Debbie Graham Ann Grossman           | Gigi Fernández Rennae Stubbs      | 5-7, 7-5, 7-5 | Tableau |
| 40 | 26/07/1993 | Acura US Hard Court Championships Stratton Mountain | Tier II   | 375 000 $   | Dur (ext.)      | Elizabeth Smylie Helena Suková       | Manuela Maleeva Mercedes Paz      | 6-1, 6-2      | Tableau |
| 41 | 02/08/1993 | Mazda Tennis Classic San Diego                      | Tier II   | 375 000 $   | Dur (ext.)      | Gigi Fernández Helena Suková         | Pam Shriver Elizabeth Smylie      | 6-4, 6-3      | Tableau |
| 42 | 09/08/1993 | Virginia Slims of Los Angeles Manhattan Beach       | Tier II   | 375 000 $   | Dur (ext.)      | Arantxa Sánchez Helena Suková        | Gigi Fernández Natasha Zvereva    | 7-6, 6-3      | Tableau |
| 43 | 16/08/1993 | Matinee Ltd. Canadian Open Toronto                  | Tier I    | 750 000 $   | Dur (ext.)      | Larisa Neiland Jana Novotná          | Arantxa Sánchez Helena Suková     | 6-1, 6-2      | Tableau |
| 44 | 23/08/1993 | OTB International Schenectady                       | Tier III  | 150 000 $   | Dur (ext.)      | Rachel McQuillan Claudia Porwik      | Florencia Labat Barbara Rittner   | 4-6, 6-4, 6-2 | Tableau |
| 45 | 30/08/1993 | US Open Flushing Meadows                            | G. Chelem | 3 967 250 $ | Dur (ext.)      | Arantxa Sánchez Helena Suková        | Amanda Coetzer Inés Gorrochategui | 6-4, 6-2      | Tableau |
| 46 | 13/09/1993 | Digital Open Hong Kong                              | Tier IV   | 100 000 $   | Dur (ext.)      | Karin Kschwendt Rachel McQuillan     | Debbie Graham Marianne Werdel     | 1-6, 7-6, 6-2 | Tableau |
| 47 | 20/09/1993 | Nichirei International Championships Tokyo          | Tier II   | 375 000 $   | Dur (ext.)      | Lisa Raymond Chanda Rubin            | Amanda Coetzer Linda Wild         | 6-4, 6-1      | Tableau |
| 48 | 27/09/1993 | Sapporo Open Sapporo                                | Tier IV   | 100 000 $   | Moquette (int.) | Yayuk Basuki Nana Miyagi             | Yone Kamio Naoko Kijimuta         | 6-4, 6-2      | Tableau |
| 49 | 27/09/1993 | Volkswagen Cup Leipzig                              | Tier II   | 375 000 $   | Moquette (int.) | Gigi Fernández Natasha Zvereva       | Larisa Neiland Jana Novotná       | 6-3, 6-2      | Tableau |
| 50 | 04/10/1993 | P&G Open Taïwan                                     | Tier IV   | 100 000 $   | Dur (ext.)      | Yayuk Basuki Nana Miyagi             | Jo-Anne Faull Kristine Radford    | 6-4, 6-2      | Tableau |
| 51 | 04/10/1993 | Barilla Indoors Zurich                              | Tier I    | 750 000 $   | Moquette (int.) | Zina Garrison Martina Navrátilová    | Gigi Fernández Natasha Zvereva    | 6-3, 5-7, 6-3 | Tableau |
| 52 | 11/10/1993 | Open Languedoc-Roussillon Montpellier               | Tier IV   | 100 000 $   | Moquette (int.) | Meredith McGrath Claudia Porwik      | Janette Husárová Dominique Monami | 3-6, 6-2, 7-6 | Tableau |
| 53 | 11/10/1993 | Porsche Tennis GP Filderstadt                       | Tier II   | 375 000 $   | Dur (int.)      | Gigi Fernández Natasha Zvereva       | Patty Fendick Martina Navrátilová | 7-6, 6-4      | Tableau |
| 54 | 18/10/1993 | Budapest Open Budapest                              | Tier III  | 150 000 $   | Moquette (int.) | Inés Gorrochategui Caroline Vis      | Sandra Cecchini Patricia Tarabini | 6-1, 6-3      | Tableau |
| 55 | 19/10/1993 | Autoglass Classic Brighton                          | Tier II   | 375 000 $   | Moquette (int.) | Laura Golarsa Natalia Medvedeva      | Anke Huber Larisa Neiland         | 6-3, 1-6, 6-4 | Tableau |
| 56 | 25/10/1993 | Bancesa Classic Curitiba                            | Tier IV   | 100 000 $   | Terre (ext.)    | Sabine Hack Veronika Martinek        | Claudia Chabalgoity Andrea Vieira | 6-2, 7-6      | Tableau |
| 57 | 25/10/1993 | Nokia Grand Prix Essen                              | Tier II   | 375 000 $   | Moquette (int.) | Arantxa Sánchez Helena Suková        | Wiltrud Probst Christina Singer   | 7-6, 6-2      | Tableau |
| 58 | 01/11/1993 | Challenge Bell Québec                               | Tier III  | 150 000 $   | Moquette (int.) | Katrina Adams Manon Bollegraf        | Katerina Maleeva Nathalie Tauziat | 6-4, 6-4      | Tableau |
| 59 | 01/11/1993 | Bank of the West Classic Oakland                    | Tier II   | 375 000 $   | Moquette (int.) | Patty Fendick Meredith McGrath       | Amanda Coetzer Inés Gorrochategui | 6-2, 6-0      | Tableau |
| 60 | 08/11/1993 | Virginia Slims of Philadelphia Philadelphie         | Tier I    | 750 000 $   | Moquette (int.) | Katrina Adams Manon Bollegraf        | Conchita Martínez Larisa Neiland  | 6-2, 4-6, 7-6 | Tableau |
| 61 | 15/11/1993 | Virginia Slims Championships New York               | Masters   | 3 708 500 $ | Moquette (int.) | Gigi Fernández Natasha Zvereva       | Larisa Neiland Jana Novotná       | 6-3, 7-5      | Tableau |

### Double mixte
| No | Date       | Nom et lieu du tournoi         | Catégorie | Dotation    | Surface      | Vainqueures                        | Finalistes                         | Score         |         |
| -- | ---------- | ------------------------------ | --------- | ----------- | ------------ | ---------------------------------- | ---------------------------------- | ------------- | ------- |
| 1  | 02/01/1993 | Hopman Cup V Perth             | ITF       | 700 000 $   | Dur (int.)   | Steffi Graf Michael Stich          | Arantxa Sánchez Emilio Sánchez     | 2 matchs à 1  | Tableau |
| 2  | 18/01/1993 | Ford Australian Open Melbourne | G. Chelem | 2 400 000 $ | Dur (ext.)   | Arantxa Sánchez Todd Woodbridge    | Zina Garrison Rick Leach           | 7-5, 6-4      | Tableau |
| 3  | 24/05/1993 | Roland-Garros Paris            | G. Chelem | 3 456 143 $ | Terre (ext.) | Eugenia Maniokova Andreï Olhovskiy | Elna Reinach Danie Visser          | 6-2, 4-6, 6-4 | Tableau |
| 4  | 21/06/1993 | The Championships Wimbledon    | G. Chelem | 3 312 302 $ | Gazon (ext.) | Martina Navrátilová Mark Woodforde | Manon Bollegraf Tom Nijssen        | 6-3, 6-4      | Tableau |
| 5  | 30/08/1993 | US Open Flushing Meadows       | G. Chelem | 3 967 250 $ | Dur (ext.)   | Helena Suková Todd Woodbridge      | Martina Navrátilová Mark Woodforde | 6-3, 7-66     | Tableau |

## Classements de fin de saison
| Rang | Joueuse             |
| ---- | ------------------- |
| 1    | Steffi Graf         |
| 2    | Arantxa Sánchez     |
| 3    | Martina Navrátilová |
| 4    | Conchita Martínez   |
| 5    | Gabriela Sabatini   |
| 6    | Jana Novotná        |
| 7    | Mary Joe Fernández  |
| 8    | Monica Seles        |
| 9    | Jennifer Capriati   |
| 10   | Anke Huber          |
| 11   | Manuela Maleeva     |
| 12   | Mary Pierce         |
| 13   | Kimiko Date         |
| 14   | Zina Garrison       |
| 15   | Amanda Coetzer      |
| 16   | Magdalena Maleeva   |
| 17   | Helena Suková       |
| 18   | Nathalie Tauziat    |
| 19   | Natasha Zvereva     |
| 20   | Lindsay Davenport   |

| Rang | Joueuse             |
| ---- | ------------------- |
| 1    | Gigi Fernández      |
| 2    | Helena Suková       |
| 3    | Natasha Zvereva     |
| 4    | Jana Novotná        |
| 5    | Larisa Neiland      |
| 6    | Arantxa Sánchez     |
| 7    | Pam Shriver         |
| 8    | Rennae Stubbs       |
| 9    | Elizabeth Smylie    |
| 10   | Conchita Martínez   |
| 11   | Martina Navrátilová |
| 12   | Lori McNeil         |
| 13   | Zina Garrison       |
| 14   | Patty Fendick       |
| 15   | Mary Joe Fernández  |
| 16   | Katrina Adams       |
| 17   | Manuela Maleeva     |
| 18   | Manon Bollegraf     |
| 19   | Inés Gorrochategui  |
| 20   | Amanda Coetzer      |

## Coupe de la Fédération
| Date     | Lieu                        | Surf.        | Vainqueur                         | Finaliste                                                      | Score |         |
| 25/07/93 | Francfort, Waldstadion T.C. | Terre (ext.) | Conchita Martínez Arantxa Sánchez | Nicole Bradtke Elizabeth Smylie Rennae Stubbs Michelle Jaggard | 3-0   | Tableau |

## Sources
- (en) WTA Tour : site officiel
- (en) [PDF] WTA Tour : palmarès complet 1971-2011
- (en) [PDF] « WTA Tour : prize money leaders 1993 (au 27/12/1993) »(Archive.org • Wikiwix • Archive.is • Google • Que faire ?)